# Arinnitti

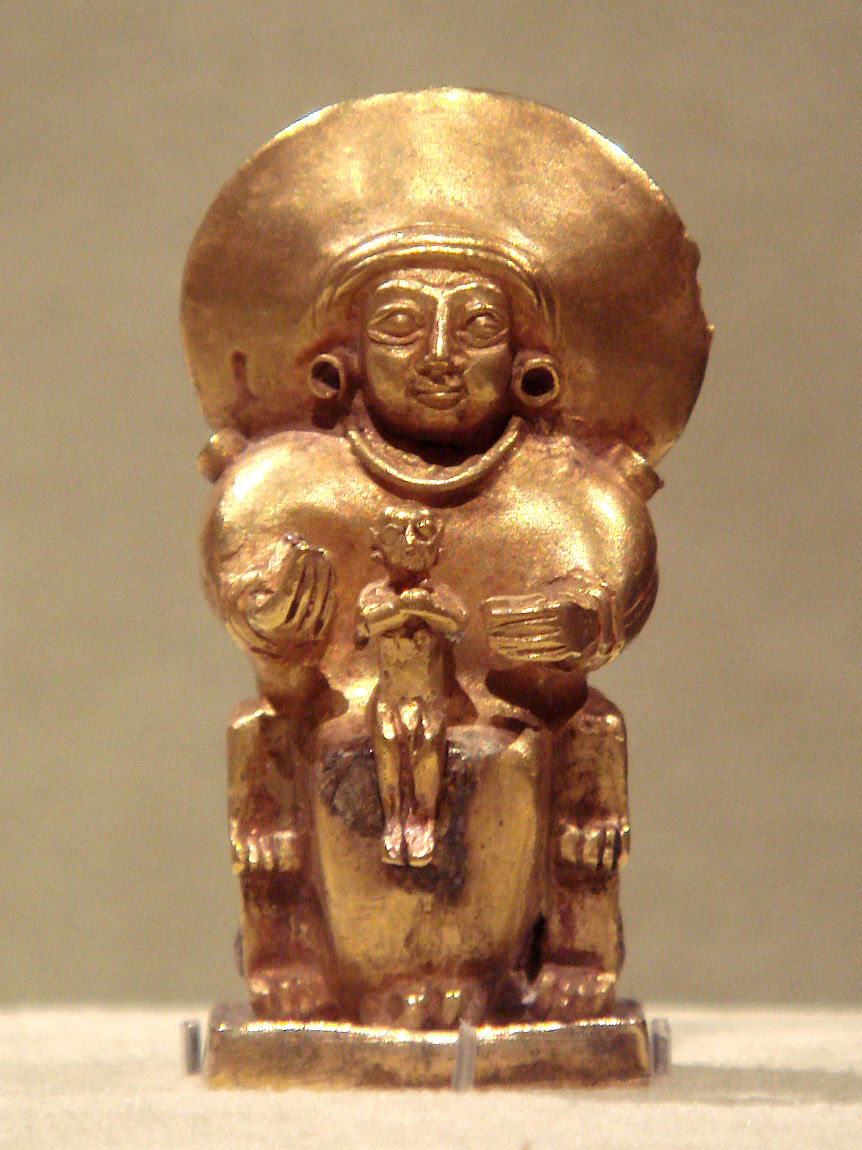
Možné zobrazení sluneční bohyně s dítětem, 15. - 13. století př. n. l.

Arinnitti, či sluneční bohyně z Arriny je chetitská sluneční bohyně a zároveň hlavní a ochranné božstvo Chetitské říše. Jejím manželem je hromovládce Tarhunna. Byla spojována se spravedlivým soudem a královskou autoritou. Královna Puduhepa z 13. století př. n. l. přijala Arinnatti za svou ochránkyni a nechala ji vyobrazit na své pečeti.
Vůdčí pozici v chetitském panteonu mohla Arinnitti získat pod vlivem dlouhé tradice významných mateřských bohyní v Anatolii jako bohyně z neolitického Çatal Hüyük. Také byla ztotožněna s churritskou Hebat, jejíž manžel Tešub vládnoucí hromu zase s výše zmíněným Tarhunnou. Chattijci byla tato bohyně nazývána Wurusemu.